# Arrah (Inde)
Pour les articles homonymes, voir Arrah.
Arrah est une ville de l'Inde, chef-lieu du district de Bhojpur, dans l'État du Bihar,,.